# Чёрный Остров
Чёрный Остров (укр. Чорний Острів) (бывш. Чёрный Городок (укр. Чорний Городок)) — посёлок в Хмельницком районе Хмельницкой области Украины, административный центр Черноостровской поселковой общины.

## Географическое положение
Посёлок расположен на реке Южный Буг, в 2 км от железнодорожной станции Чёрный Остров, в 20 км от Хмельницкого.

## История

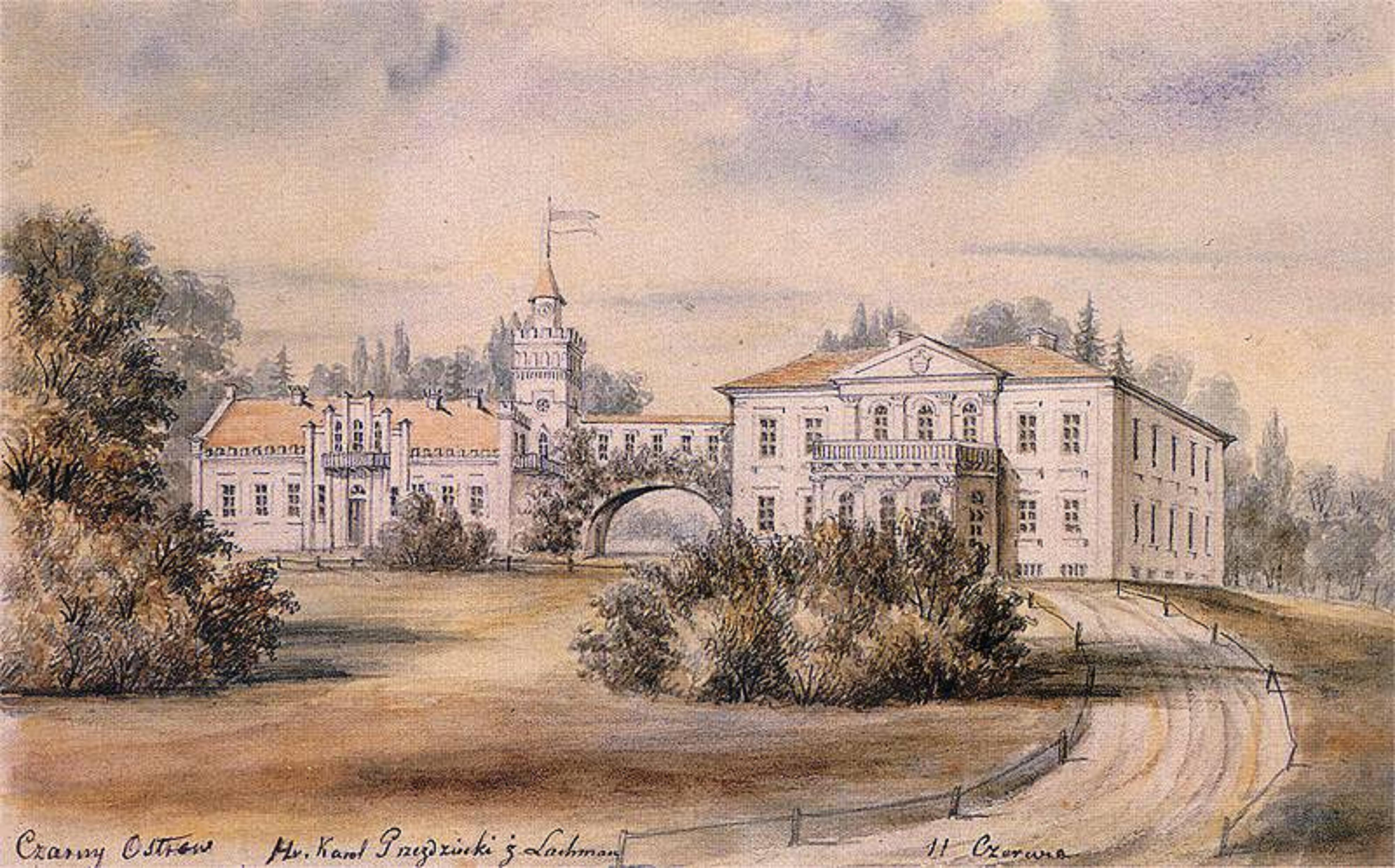
Наполеон Орда. Дворцовый комплекс Пшездецких (1871—1873) в Чёрном Острове.

Основан в 1366 году. Магдебургское право — с 1556 года.
В ходе Великой Отечественной войны, в 1941—1944 годах, селение было оккупировано немецкими войсками. Статус пгт — с 1957 года.
В январе 1989 года численность населения составляла 1113 человек.
В мае 1995 года Кабинет министров Украины утвердил решение о приватизации находившихся здесь Черноостровского опытно-экспериментального завода и райсельхозтехники.
В феврале 2007 года было возбуждено дело о банкротстве находившегося здесь торгово-производственного предприятия.
По состоянию на 1 января 2013 года население составляло 972 человека.

## Экономика
Лёгкая, пищевая промышленность. В посёлке располагается одноимённая база запаса железнодорожного подвижного состава Юго-Западной железной дороги.

## Персоналии
- Баччелли, Маттео (около 1770—1850) — итальянский художник.
- Минц, Лев Абрамович (род. 1936) — советский и российский работник системы образования.
- Пшездецкий, Александр (1814—1871) — польский историк, медиевист, издатель.
- Тейтель Яков Львович (1850-1939) - еврейский общественный деятель, первый еврей-cудебный следователь в Российской империи, статский советник (1912)